# Camarasaurus
Camarasaurus (tạm dịch là khủng long có khoang rỗng, do có những phần rỗng bên trong đốt sống (καμαρα/kamarat theo tiếng Hy Lạp cổ là phòng có mái vòm, và σαυρος/sauros là thằn lằn), là một chi động vật ăn cỏ bốn chân thuộc cận bộ Sauropoda. Nó là một trong những loài khủng long Sauropoda Bắc Mỹ phổ biến nhất. Hóa thạch của nó được tìm thấy trong thành hệ Morrison ở Colorado và Utah, có niên đại vào cuối kỷ Jura (từ cuối tầng Oxford đến tầng Tithon), tức là trong khoảng từ 155 tới 145 triệu năm trước.
Một khung xương chậu của Camarasaurus tại bảo tàng khủng long ở Utah cho thấy những đặc điểm giống như được gây ra bởi Allosaurus.

## Phát sinh chủng loài

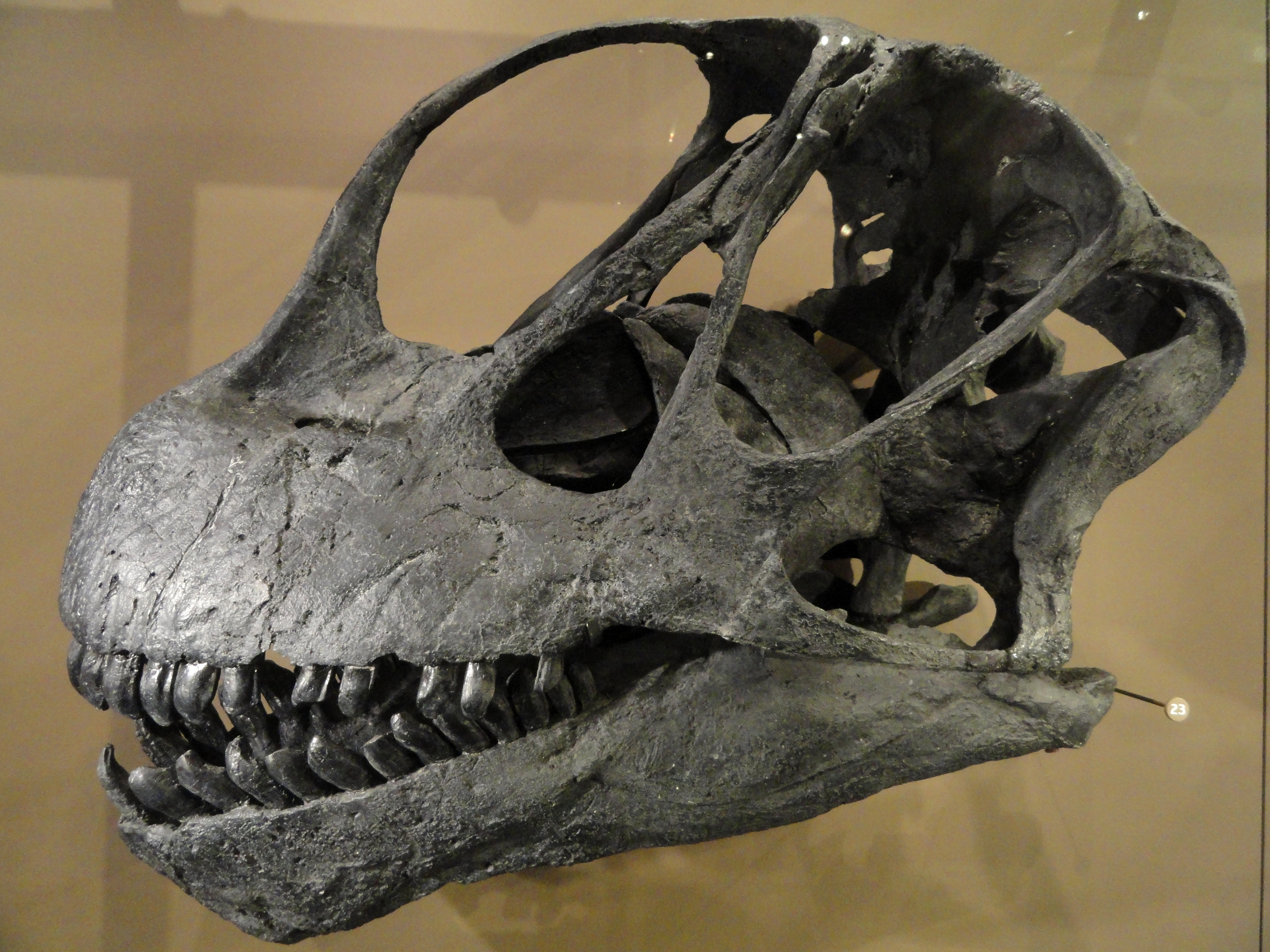
Hộp sọ C. lentus

Cây phát sinh chủng loài đơn giản hóa của Macronaria theo D'Emic (2012):

|                | Brachiosauridae                                                                                |
|                |                                                                                                |
| Somphospondyli | \| \| Euhelopodidae \| \| \| \| \| \| Chubutisaurus \| \| \| \| \| \| Titanosauria \| \| \| \| |
|                | \| \| Euhelopodidae \| \| \| \| \| \| Chubutisaurus \| \| \| \| \| \| Titanosauria \| \| \| \| |
|                | Euhelopodidae                                                                                  |
|                |                                                                                                |
|                | Chubutisaurus                                                                                  |
|                |                                                                                                |
|                | Titanosauria                                                                                   |
|                |                                                                                                |

|  | Euhelopodidae |
|  |               |
|  | Chubutisaurus |
|  |               |
|  | Titanosauria  |
|  |               |

|                | Brachiosauridae                                                                                |
|                |                                                                                                |
| Somphospondyli | \| \| Euhelopodidae \| \| \| \| \| \| Chubutisaurus \| \| \| \| \| \| Titanosauria \| \| \| \| |
|                | \| \| Euhelopodidae \| \| \| \| \| \| Chubutisaurus \| \| \| \| \| \| Titanosauria \| \| \| \| |
|                | Euhelopodidae                                                                                  |
|                |                                                                                                |
|                | Chubutisaurus                                                                                  |
|                |                                                                                                |
|                | Titanosauria                                                                                   |
|                |                                                                                                |

|  | Euhelopodidae |
|  |               |
|  | Chubutisaurus |
|  |               |
|  | Titanosauria  |
|  |               |

|                | Brachiosauridae                                                                                |
|                |                                                                                                |
| Somphospondyli | \| \| Euhelopodidae \| \| \| \| \| \| Chubutisaurus \| \| \| \| \| \| Titanosauria \| \| \| \| |
|                | \| \| Euhelopodidae \| \| \| \| \| \| Chubutisaurus \| \| \| \| \| \| Titanosauria \| \| \| \| |
|                | Euhelopodidae                                                                                  |
|                |                                                                                                |
|                | Chubutisaurus                                                                                  |
|                |                                                                                                |
|                | Titanosauria                                                                                   |
|                |                                                                                                |

|  | Euhelopodidae |
|  |               |
|  | Chubutisaurus |
|  |               |
|  | Titanosauria  |
|  |               |

|                | Brachiosauridae                                                                                |
|                |                                                                                                |
| Somphospondyli | \| \| Euhelopodidae \| \| \| \| \| \| Chubutisaurus \| \| \| \| \| \| Titanosauria \| \| \| \| |
|                | \| \| Euhelopodidae \| \| \| \| \| \| Chubutisaurus \| \| \| \| \| \| Titanosauria \| \| \| \| |
|                | Euhelopodidae                                                                                  |
|                |                                                                                                |
|                | Chubutisaurus                                                                                  |
|                |                                                                                                |
|                | Titanosauria                                                                                   |
|                |                                                                                                |

|  | Euhelopodidae |
|  |               |
|  | Chubutisaurus |
|  |               |
|  | Titanosauria  |
|  |               |

Camarasaurus được coi là cơ sở trong Macronaria, có quan hệ họ hàng gần với tổ tiên chung của toàn bộ nhánh Macronaria hơn là với các dạng phái sinh như Brachiosaurus.